# Longages
Longages – miejscowość i gmina we Francji, w regionie Oksytania, w departamencie Górna Garonna.
Według danych na rok 1990 gminę zamieszkiwało 1691 osób, a gęstość zaludnienia wynosiła 79 osób/km² (wśród 3020 gmin regionu Midi-Pireneje Longages plasuje się na 210. miejscu pod względem liczby ludności, natomiast pod względem powierzchni na miejscu 516.).